# Nordre Ringvej (Hobro)
 For alternative betydninger, se Nordre Ringvej. (Se også artikler, som begynder med Nordre Ringvej)
Nordre Ringvej  er en tosporet ringvej der går nord om Hobro. 
Vejen er med til at lede trafikken fra Hobro og Hadsund ud til Nordjyske Motorvej E45 der går mod Aalborg og Aarhus, så byen ikke bliver belastet af for meget gennemkørende trafik.
Vejen forbinder Løgstørvej i vest med Hostrupvej i øst, og har forbindelse til Døstrupvej og Nordjyske Motorvej E45 .